# Відкритий чемпіонат Франції з тенісу 2006
Відкритий чемпіонат Франції з тенісу 2006  — тенісний турнір, що проходив на відкритому повітрі на ґрунтових кортах Стад Ролан Гаррос У Парижі з 28 травня по 11 червня 2006 року. Це був 105 Відкритий чемпіонат Франції, другий турнір Великого шолома в календарному році.
Цей турнір увійшов в історію тому, що ігри вперше почалися в неділю. 
Переможці минулого року в одиночному розряді: Рафаель Надаль та Жустін Енен-Арденн зуміли відстояти свої титули.

## Результати фінальних матчів

### Дорослі
| Одиночний розряд. Чоловіки        |                               |                         |
| Рафаель Надаль                    | Роджер Федерер                | 1–6, 6–1, 6–4, 7–6(7–4) |
|                                   |                               |                         |
| Одиночний розряд. Жінки           |                               |                         |
| Жустін Енен-Арденн                | Світлана Кузнецова            | 6–4, 6–4                |
|                                   |                               |                         |
| Парний розряд. Чоловіки           |                               |                         |
| Йонас Бйоркман Макс Мирний        | Майк Браян Боб Браян          | 6–7(5–7), 6–4, 7–5      |
|                                   |                               |                         |
| Парний розряд. Жінки              |                               |                         |
| Ліза Реймонд Саманта Стосур       | Даніела Гантухова Ай Сугіяма  | 6–3, 6–2                |
|                                   |                               |                         |
| Мікст                             |                               |                         |
| Катарина Среботнік Ненад Зімоньїч | Олена Лиховцева Деніел Нестор | 6–3, 6–4                |
|                                   |                               |                         |

### Юніори
| Одиночний розряд. Хлопці            |                                     |                    |
| Мартін Кліжан                       | Філіп Бестер                        | 6–3, 6–1           |
|                                     |                                     |                    |
| Одиночний розряд. Дівчата           |                                     |                    |
| Агнешка Радванська                  | Анастасія Павлюченкова              | 6–4, 6–1           |
|                                     |                                     |                    |
| Парний розряд. Хлопці               |                                     |                    |
| Еміліано Масса Нішікорі Кеі         | Артур Чернов Валерій Руднєв         | 2–6, 6–1, 6–2      |
|                                     |                                     |                    |
| Парний розряд. Дівчата              |                                     |                    |
| Шерон Фічман Анастасія Павлюченкова | Агнешка Радванська Каролін Возняцкі | 6–7(4–7), 6–2, 6–1 |
|                                     |                                     |                    |